# アンタナス・シレイカ
アンタナス・シレイカ（Antanas Sireika、1956年5月11日 - ）は、リトアニアのバスケットボール指導者である。2023年引退。

## 人物
バジリョナイ中等学校を卒業後、リトアニア体育大学を卒業（体育教育が専門）。1978年以降、シャウレイ・ケリニンカスなどでバスケットボールをプレイ。また、シャウレイ市バスケットボール・スクールでコーチを務める。
1992年にシャウレイ・ケリニンカスのプレイイングコーチとして指導者キャリアを始める。1994年に選手引退、専任コーチとなる。
1996年からはリトアニア代表のアシスタントコーチも兼任。
2002年より強豪BCジャルギリスのヘッドコーチに就任し、リーグ3連覇を果たす。
リトアニア代表では2001年よりヘッドコーチに昇格、欧州選手権優勝、アテネ五輪での米国戦勝利などの実績を残し、2006年まで務めた。
2006-07シーズンはロシアのUNICSカザンを率いる。
2007-08シーズンは母国に戻りBCリエトゥヴォス・リータスを率いる。
2008年、BCシャウレイに復帰。
2012年、リンク栃木ブレックスヘッドコーチに就任。
2015-2016シーズンから2016-2017シーズンまでBCユヴェントゥスでヘッドコーチを務め、2017年からBCシャウレイを率いる。